# Ladro (personaggio)
Il Ladro (Burglar) è un personaggio dei fumetti creato da Stan Lee (testi) e Steve Ditko (disegni), pubblicato dalla Marvel Comics. La sua prima apparizione avviene in Amazing Fantasy (vol. 1) n. 15 (agosto 1962).
Primo criminale affrontato dall'Uomo Ragno, pur ricoprendo un ruolo marginale il Ladro è una figura centrale nella mitologia del personaggio in quanto responsabile dell'omicidio di Zio Ben, che ha avuto modo di commettere solo perché Peter lo ha lasciato fuggire dopo averlo visto commettere un furto, cosa che ha in seguito spinto il ragazzo a giurare di usare sempre il suo potere con responsabilità. Nonostante il vero nome del Ladro non sia mai stato confermato è stato lasciato fortemente intendere, in varie pubblicazioni e trasposizioni, che potrebbe essere Dennis Carradine.

## Biografia del personaggio
Nativo di New York, l'uomo conosciuto semplicemente come "il Ladro" è cresciuto procurandosi da vivere attraverso una serie di furti che lo hanno portato a essere arrestato e messo in prigione in varie occasioni, in una delle quali ha condiviso la cella con l'anziano gangster Dutch Mallone che, parlando nel sonno, gli ha involontariamente rivelato di aver nascosto milioni di dollari in un baule dentro una parete della sua casa degli anni trenta a Forest Hills nel Queens. Non appena scarcerato, ignorando che nel corso dei decenni le banconote siano state divorate dai pesciolini d'argento, il Ladro decide di impossessarsene ma, trovandosi in immediato bisogno di liquidità, decide prima di svaligiare uno studio televisivo di Manhattan dove l'Uomo Ragno ha partecipato ad un incontro di wrestling; nonostante il tessiragnatele ne abbia la possibilità decide di non impedire la fuga del criminale in quanto non ritiene che sia compito suo.
Qualche giorno dopo, il Ladro rintraccia la vecchia residenza di Mallone, ora abitata dai Parker, e vi si introduce cogliendo di sorpresa Ben e May Parker, cui ordina di mostrare la casa; per difendere la moglie Ben aggredisce il malvivente che, in preda al panico, lo uccide e fugge. Una volta tornato a casa e scoperto l'accaduto Peter, furibondo, indossa il suo costume da Uomo Ragno e rintraccia il Ladro consegnandolo alle autorità; dopo averlo visto in faccia e riconosciuto, il giovane realizza però che, se lo avesse fermato prima, avrebbe impedito la morte di suo zio e decide dunque di usare i suoi poteri con responsabilità, non ignorando mai più un crimine se avesse potuto impedirlo.
Svariati anni dopo, il Ladro viene rilasciato di prigione e rapisce Zia May con la collaborazione di Mysterio ma l'Uomo Ragno, seppur privo dei suoi poteri, lo affronta nuovamente incutendogli un tale terrore da farlo morire d'infarto.
Durante la saga del clone, Ben Reilly ha una breve relazione sentimentale con la fotografa Jessica Carradine, che si rivela essere la figlia del ladro, convinta dell'innocenza paterna e rancorosa nei confronti dell'Uomo Ragno finché Reilly le dimostra il contrario.

## Altre versioni

### Ragnoverso
In una realtà alternativa di Ragnoverso Peter ha una reazione allergica al morso del ragno radioattivo e finisce in ospedale, dove gli zii lo vanno a trovare tutte le notti fino a quando viene dimesso; in questo periodo il Ladro si introduce nella casa dei Parker non trovando né i residenti né il tesoro, motivo per il quale se ne va senza uccidere nessuno.

### Ultimate
Nell'universo Ultimate il Ladro si imbatte in Peter Parker mentre sta svaligiando un negozio e il ragazzo lo lascia fuggire poiché non ritiene una sua responsabilità fermarlo, in seguito il criminale si introduce nella casa dei Parker intimando a Ben e May di consegnargli del denaro, per sdrammatizzare Ben scherza dicendo al Ladro che probabilmente ne possiede più lui di loro e questi, furioso, gli spara. Dopo averlo catturato e consegnato alle autorità scoprendo che si tratta della stessa persona che si è rifiutato di fermare in precedenza Spider-Man realizza il suo errore e la responsabilità che deriva dal suo potere. Nonostante il vero nome del personaggio non venga rivelato, nella lista dei più noti ladri d'appartamento di New York compare il cognome "Carradine". Partendo dai suoi dati Peter comincerà la lotta contro Kingpin..

### What If?
Il personaggio è stato reinventato in quattro scenari della serie fuori continuity What If?:
- Nel primo, che immagina cosa sarebbe successo se Betty Brant fosse stata morsa dal ragno radioattivo al posto di Peter, il Ladro commette comunque l'omicidio di Zio Ben e la ragazza, sentendosi in colpa per non essere riuscita a fermarlo, decide di ritirarsi cedendo sinteticamente i propri poteri a Peter[16].
- Nel secondo, che immagina cosa sarebbe successo se Peter avesse ottenuto i poteri di Nova, essendo in casa assieme ai suoi zii quando il Ladro fa irruzione, si frappone tra Zio Ben e il proiettile respingendolo e provocando di conseguenza la morte del criminale[17].
- Nel terzo, che immagina cosa sarebbe successo se l'Uomo Ragno avesse fermato il Ladro, anziché diventare un eroe ed imparare a usare i suoi poteri con responsabilità continua la carriera nello show business rovinando involontariamente la vita di J. Jonah Jameson[18].
- Nel quarto, che immagina cosa sarebbe successo se Peter fosse stato in casa con gli zii e avesse ucciso il Ladro, Ben si prende la colpa del crimine al posto del nipote e viene arrestato[19].

## Altri media

### Cinema
- Nei film della Trilogia di Spider-Man di Sam Raimi, il Ladro è interpretato da Michael Papajohn. In questa versione il nome ufficiale del personaggio è Dennis Carradine, sebbene al suo esordio fosse accreditato semplicemente come "ladro d'auto" (Carjacker).
  - In Spider-Man (2002) il ladro rapina l'ufficio di un'arena clandestina e viene lasciato fuggire da Peter come dispetto per non essere stato pagato adeguatamente poco prima, in seguito però il ragazzo scopre che il ladro ha sparato a suo zio Ben uccidendolo; furioso, lo raggiunge in un edificio abbandonato e ha un breve scontro col criminale, che muore precipitando da una finestra.
  - In Spider-Man 3 (2007) il protagonista scopre che non è stato Carradine ad assassinare suo zio Ben bensì il suo complice, Flint Marko, noto come l'Uomo Sabbia. Purtroppo, mentre Carradine lo raggiungeva con i soldi rubati, Marko sparò accidentalmente a Parker.
- Il Ladro, interpretato da Leif Gantvoort, compare nel film del 2012 The Amazing Spider-Man. In questa versione Peter lo lascia fuggire dopo averlo visto rapinare un negozio di alimentari dopodiché, per strada, l'uomo urta suo zio Ben facendo cadere a terra la propria pistola e dando luogo a una breve colluttazione a seguito della quale si trova costretto a ucciderlo. Nonostante Spider-Man si metta sulle sue tracce per settimane il criminale rimane latitante.

### Televisione
- Il Ladro compare nella serie animata L'Uomo Ragno durante un flashback sulle origini del protagonista.
- In un episodio della serie animata dell'Uomo Ragno del 1981 il Ladro compare in un flashback.
- Il Ladro compare in un episodio de L'Uomo Ragno e i suoi fantastici amici.
- In Spider-Man: The Animated Series il Ladro compare in numerosi flashback.
- Il Ladro compare nella sequenza d'apertura di Spider-Man Unlimited.
- Nella serie Spectacular Spider-Man il Ladro è Walter Hardy, il padre della Gatta Nera.
- In Ultimate Spider-Man il Ladro compare durante un flashback in cui Peter lo fa arrestare poco dopo l'omicidio di Zio Ben.
- Il Ladro compare nella nuova serie animata Spider-Man.

### Videogiochi
- Nel videogioco Spider-Man, basato sull'omonimo film, il primo boss affrontato dal giocatore è il Ladro che, nella suddetta versione viene chiamato Spike ed è a capo di una gang.
- In The Amazing Spider-Man 2, basato sul film omonimo, Spider-Man dà la caccia al "ladro" ma non riesce a localizzarlo prima che venga ucciso dal folle Cletus Kasady.